# Massacre de Thessalonique
Le massacre de Thessalonique est un massacre perpétré en 390, sous le règne de l'empereur romain Théodose Ier, contre les habitants de Thessalonique, métropole du diocèse romain de Macédoine. 
La cause du massacre est généralement attribuée à la colère de l'empereur, à la suite du meurtre de Buthéric, un important officier romain au service de l'empereur, par une foule en colère de Thessalonique. Il n'existe pas de témoignage contemporain du massacre, les premières mentions ne datant que du début du Ve siècle. Si la réalité du massacre n'est pas l'objet des débats, il n'en est pas de même pour les causes, l'identité des responsables, le déroulement et les conséquences de l'événement lui-même.

## Sources antiques
Les auteurs antiques ayant écrit sur le massacre sont :
- Rufin d'Aquilée, Histoire ecclésiastique, II,18, vers 400-410 ;
- Théodoret, Histoire ecclésiastique V,17, écrite vers 430-450 ;
- Sozomène, Histoire ecclésiastique VII,25, écrite vers 442 ;
- Ambroise, ép. 51.3.

Il est à noter que Zosime, historien païen de la fin du Ve siècle, ne fait aucune mention de l'événement.

## Contexte
Dix ans plus tôt, en 380, l'édit de Thessalonique fait du christianisme l'unique religion licite du peuple romain, renversant la liberté de culte établie en 313 par l'empereur Constantin. Pendant les dix ans qui suivent, les Thessaloniciens se révoltent de plus en plus contre les troupes germaniques de l'empire et beaucoup refusent en particulier de payer l'impôt.

## Déroulement
C'est probablement en 390, à Thessalonique, que Buthéric, un officier militaire romain nommé magister militum pour la préfecture du prétoire d'Illyricum, dont dépend le diocèse de Macédoine, fait arrêter un aurige. Comme il refuse sa libération, les courses de chars étant un divertissement populaire, Buthéric est massacré par la population lors d'une émeute. L'empereur Théodose ordonne des représailles : au mois de mai 390, la foule assemblée au cirque de la ville est massacrée.
L'emprisonnement de l'aurige serait dû, selon certaines sources dont Sozomène, aux relations homosexuelles qu'il aurait entretenues avec un domestique de Buthéric – à moins que ce soit avec un employé de taverne. Il est même suggéré que l'aurige aurait agressé sexuellement Buthéric lui-même. C'est Sozomène, également, qui attribue à Buthéric des origines gothiques.
L'empereur Théodose, qui réside à Milan, aurait appris la nouvelle avec colère, particulièrement si on en croit Théodoret de Cyr. C'est sous le coup de la rage et peut-être sous l'influence de conseillers et de militaires de son entourage qu'il aurait décidé de punir la population de Thessalonique. Il semble d'ailleurs qu'Ambroise, évêque de Milan et conseiller de l'empereur, soit absent ou se soit retiré en apprenant les faits.
Il est également possible que le massacre ait été exécuté délibérément par les troupes romaines elles-mêmes qui, après avoir perdu le contrôle de la situation, se seraient livré au meurtre contre une foule qui les menaçait.

## Conséquences
Le nombre de victimes (estimé à environ 7 000) fut suffisamment élevé pour que l'évêque de Milan, Ambroise, excommunie Théodose jusqu'à ce que celui-ci fasse repentance publique. C'est au mois d'août 390 que l'empereur aurait publié une loi imposant un délai de 30 jours entre la sentence et son exécution, dans le cas où celle-ci serait inhabituellement sévère : cette loi, qui est datée du 18 août, ne semble cependant pas être une conséquence directe des événements de Thessalonique. Finalement, Théodose est admis à la communion par Ambroise au jour de Noël, le 25 décembre 390.